# Catedral de San Declan

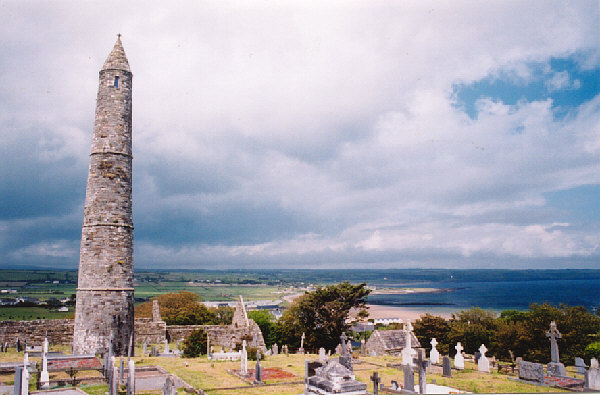
Imegen de la torre

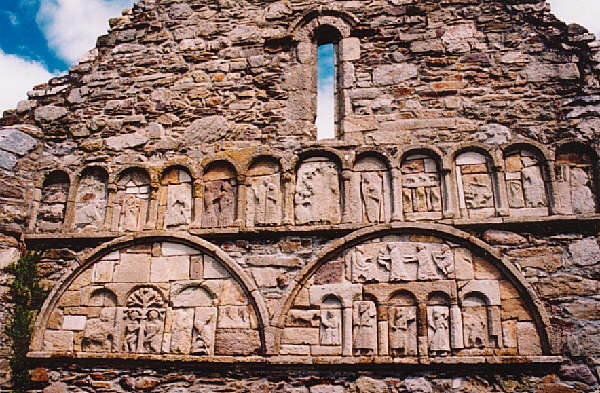
Muro oeste de la catedral.

La catedral de San Declán (en inglés St Declan's church) está situado en Ardmore en el condado de Waterford, en Irlanda.
Las ruinas actuales se asientan en una colina sobre los restos del siglo V fundado por San Declan. Las ruinas que se conservan datan del siglo XII destacando de entre ellas la catedral y la torre.

## Catedral
Se conservan los muros si bien en el más importante tanto por el tamaño como por su estado es el muro oeste. Este muro conserva diferentes elementos románicos agrupados por escenas bíblicas. Podemos destacar las escenas del Arcángel San Miguel con la balanza para las almas, la adoración de los reyes magos o el juicio de Salomón.

## Torre
La torre tiene treinta metros de altura y es una de las mejor conservadas de Irlanda.
- Datos: Q5758562